# 노다가와정
노다가와정(일본어: 野田川町)은 교토부 요사군에 있던 정이다. 단고반도 내륙부에 위치하고 있었다.
2006년 3월 1일, 인근 요사군 이와타키정, 가에쓰정과 신설 합병해 요사군 요사노정이 되었다. 구 노다가와 정사무소는 요사노 정사무소 노다가와 지소가 되어있다.
옛부터 단고 지리멘의 마을로서 알려져 있으며, 역도가 번성한 가에쓰야 고등학교가 있다.

## 역사
- 1955년 3월 1일 - 미고우치촌, 이와야촌, 이치바촌, 야마다촌, 이시카와촌이 합병해 탄생하였다.
- 2006년 3월 1일 - 이와타키정, 가에쓰정과 대등합병해 요사노정이 되었다.

## 교통

### 철도
- 기타킨키 탱고 철도
  - 미야즈 선

### 도로
- 국도 제176호선 (일본)(일본어판)
- 국도 제312호선 (일본)(일본어판)